# Shinji Otsuka
Shinji Otsuka (født 29. december 1975) er en tidligere japansk fodboldspiller.
Han har spillet for flere forskellige klubber i sin karriere, herunder JEF United Ichihara og Kawasaki Frontale.